# Château de Madon
Le château de Madon est situé sur la commune de Candé-sur-Beuvron, dans le département de Loir-et-Cher, en France.

## Historique
Le château actuel occupe l'emplacement d'une ancienne maison de plaisance des comtes de Blois. Cette propriété appartenait autrefois à l'abbaye Saint-Laumer de Blois qui la reçut vers l'an 1000 d'un chevalier. Les abbés de Saint-Laumer en firent un lieu de repos et de divertissement. 
Le 26 octobre 1498, Louis XII y vint de Blois pour y être interrogé par un conseil ecclésiastique sur sa demande d'annulation de mariage avec Jeanne de Valois.
En 1698 l'abbaye de Saint-Laumer fut rattachée à l'évêché de Blois et le lieu devint la maison de campagne des évêques de Blois. De 1468 à 1505, le château primitif qui avait souffert de la guerre de Cent Ans, a été reconstruit. 
Le château actuel fut bâti vers 1770 par Charles-Gilbert de May de Termont, évêque de Blois.
Il a ensuite probablement été acquis par le banquier parisien Jean-Louis-Bernard d'Etchegoyen (1762-1841) dit le baron d'Etchegoyen, car en provient le portrait équestre de son fils (?) l'officier de cavalerie Louis-Eugène, peint en 1810 par "un suiveur du baron Gros" (lot n°112 du catalogue de la vente de la collection de l'ébéniste et antiquaire blésois Paul Fesneault au château de Cheverny les 23, 24 et 25/06/1990)
Le monument fait l’objet d’une inscription au titre des monuments historiques par arrêté du 10 avril 1948.

## Description
La construction se compose d'un corps de bâtiment principal avec deux ailes perpendiculaires sur la façade d'entrée. Une grande terrasse dont l'accès se fait par deux marches, précède le château. La façade postérieure, donnant sur le parc, est semblable à la façade d'entrée, les ailes en retour formant deux avant-corps en pavillon. Sur la gauche, un grand corps de bâtiment s'accole perpendiculairement le long du château (aile Mansart).
En face de ce bâtiment se trouve un pavillon du XVIe siècle, remanié pour en faire une dépendance. Il s'agit du vestige de l'ancien château du XVe siècle (pavillon Louis XII). Une petite chapelle est située dans le parc, couverte en dôme, avec fronton demi circulaire. Cette chapelle est construite sur une source dite miraculeuse pour les yeux, qui court dans un bassin rond se trouvant dans une cave voûtée.